# لئو کونیگزبرگر
لئو کونیگزبرگر (انگلیسی: Leo Königsberger؛ ۱۵ اکتبر ۱۸۳۷ – ۱۵ دسامبر ۱۹۲۱) یک دانشمند در زمینه ریاضیات اهل آلمان بود.